# Олександр Мурашко
Олександр Олександрович Мурашко (укр. Олександр Олександрович Мурашко; Кијев, 7. септембар 1875 — Кијев, 14. јун 1919) био је истакнути украјински уметник, познат по својим необичним експресивним сликама.

## Биографија
Рођен је 7. септембра 1875. у Кијеву. Његов очух, Олександр Иванович Мурашко, имао је радионицу иконописа и радио је на ентеријеру Саборне цркве Светог Владимира у Кијеву.
Године 1894, уз препоруке неколико истакнутих уметника, уписао је Империјалну академију уметности у Санкт Петербургу. Године 1896. постао је ученик Иље Рјепина, један је од приказаних на групном портрету Рјепинови ученици, Елене Лукш-Маковски. Године 1901. је путовао у иностранство посећујући Немачку, где је студирао код Антона Ажбе у Минхену, Италију и Француску, где је био под великим утицајем.
Убрзо је назван „најважнијим украјинским уметником са краја века”. Његова слика „Вртешка” освојила је златну медаљу на Минхенској изложби 1909. године, излагао је у Венецији, Риму, Амстердаму, Берлину, Келну и Диселдорфу.
Од 1909. до 1912. је предавао у Кијевској уметничкој школи. Године 1913. је отворио свој атеље у небодеру Гинзбург, где је обучавао многе младе јеврејске уметнике, међу којима је Марк Епстајн. Имао је велики утицај на Казимира Маљевича.
Био је патриотски Украјинац, један од присталица покрета „Млада муза” који су 1906. године покренули модернисти који су се ослањали на развој из других делова Европе како би украјинску уметност учинили прогресивнијом. Основао је Удружење кијевских уметника 1916, а следеће године је био суоснивач Украјинске академије уметности.
Године 1909. се оженио Маргаритом Кругер, ћерком нотара. Следеће године, након очеве смрти, купио је малу кућу у кијевском предграђу Лукјанивка. Верује се да га је улична банда одвела из куће и упуцала са леђа 14. јуна 1919. Његова сахрана је била веома посећена, сахрањен је на Лукјанивском гробљу.

## Радови
Првобитно је био реалиста у стилу Передвижника, касније је сликао у „префињеном”, импресионистичком стилу под утицајем његовог времена у Минхену и Паризу. Његов модернизам је утицао на касније украјинске уметнике у периоду социјалистичког реализма. Његова дела су ређе наративна и „необично” експресивна за украјинско сликарство тог времена.

### Одабрана листа слика
- Portrait of Nikolai Petrov, 1897—1898.
- Portrait of Helen Murashko, 1898—1899.
- Portrait of Olga Nesterov, 1900.
- The Funeral of the Chieftain, 1900.[15]
- Parisian. At the Cafe, 1902—1903.
- Girl in a Red Hat, 1902—1903.
- A Girl with a Dog. Portrait of T. Yazevoyi, 1903—1904.
- Portrait of Professor Adrian Prahova, 1904.
- Winter, 1905.
- At the Embroidery Frame. Portrait of Helena Prahova, 1905.
- Carousel, 1906.
- In the Stern. Portrait of George Murashko, 1906.
- Sunspots. Portrait of George Murashko, 1908.
- Portrait of Marguerite Murashko, 1909.
- The Annunciation, 1909.
- Portrait of Ludmilla Kuksin, 1910.
- Portrait of Vera Dytyatinoyi, 1910.
- Portrait of Vera Yepanchin, 1910.
- By the Pond. Portrait of Marguerite Murashko, 1913.
- Peasant Family, 1914.
- Washerwoman, 1914.
- Portrait of an Old Woman, 1916.
- Woman with Flowers, 1918.
- Self Portrait, 1918.

- Слике Олександра Мурашка
- Portrait of Mykola Petrov
- Portrait of Ludmilla Kuksin (1910)
- Winter (1905)
- Washerwoman (1914)
- By the Pond. Portrait of Marguerite Murashko (1913)